# Caniles
Caniles è un comune spagnolo di 4 817 abitanti situato nella comunità autonoma dell'Andalusia.